# Estadio República de Venezuela
El Complejo República de Venezuela, también solamente República de Venezuela, es un estadio cubierto ubicado en San Carlos de Bolívar, provincia de Buenos Aires, Argentina. 
Tiene una capacidad para 3500 personas y se utiliza principalmente para los partidos que disputa como local el Club Ciudad de Bolívar en la Liga A1.
El estadio fue sede del Presudamericano en tres ocasiones. este mismo es el torneo clasificatorio que usa la Liga A1 para determinar la segunda plaza para el Campeonato Sudamericano.
En 2015 el estadio fue reformado para ampliar su capacidad.